# Djurgården
Djurgården, Södra Djurgården, også kaldet Valdemarsön, er en ø og bydel i Stockholm, Sverige. Bydelen strækker sig over 2,79 km² og har 831 indbyggere (2004).
Området er kendt for sine mange seværdigheder og for sin natur med mange gamle egetræer. Der er bymæssig bebyggelse i den sydvestlige del; Djurgårdsstaden og Beckholmen. Djurgården rummer en række museer, villaer, institutioner og ambassader, bl.a. har Norge sin ambassade her. En stor del af arealet tilhører friluftsmuseet Skansen og forlystelsesparken Gröna Lund. Djurgården er også hjemsted for fodboldklubben Djurgårdens IF.
59°19′34.97″N 18°7′15.76″Ø / 59.3263806°N 18.1210444°Ø